# Claus Hembo
Claus Hembo (født 1971) optaget i Kraks Blå Bog 2018, er direktør for  Christina Hembo ApS, Christina Properties ApS og var direktør for Christina Design London til firmaet blev solgt 3. oktober 2023 (2003 - 2023) og var formand for og medejer af cykelholdet Christina Watches Onfone 2010 - 2015. Hembo er gift med designer Christina Hembo, der i 2010 deltog i TV 2-programmet Vild med dans, med den professionelle danser Thomas Evers Poulsen. Claus Hembo er uddannet markedsøkonom fra Herning Handelsskole (1996), BA-E (hons) London Southbank University (2001), MBA, London South bank Iniversity (2003), MScIM, London South Bank University (2005).
Hembo stiftede sammen med hustruen Christina Hembo design-huset Christina Design London i London 2002. Firmaet er primært kendt for design og produktion af diamantbesatte schweizerure, håndlavede smykker og for stiftelsen af cykelholdet Christina Watches Onfone, der i følge en brugerafstemning på danmarks største cykelsports-internet portal www.feltet.dk i oktober 2011 – var Danmarks bedste cykelhold. Cykelholdet blev skabt for og om den kendte danske cykelrytter Michael Rasmussen, som ifølge Hembo-parret var uretfærdigt behandlet.